# This Is Not a Safe Place
This Is Not a Safe Place è il sesto album in studio del gruppo musicale inglese Ride, pubblicato nel 2019.

## Tracce
1. R.I.D.E. – 3:00
2. Future Love – 3:38
3. Repetition – 3:16
4. Kill Switch – 2:44
5. Clouds of Saint Marie – 3:54
6. Eternal Recurrence – 5:48
7. Fifteen Minutes – 3:14
8. Jump Jet – 5:08
9. Dial Up – 3:36
10. End Game – 3:36
11. Shadows Behind the Sun – 4:00
12. In This Room – 8:40

## Formazione
- Mark Gardener – voce, chitarra
- Andy Bell – voce, chitarra
- Steve Queralt – basso
- Loz Colbert – batteria, percussioni